# 品川区立伊藤中学校
品川区立伊藤中学校（しながわくりつ いとうちゅうがっこう）は、東京都品川区大井五丁目にあった公立中学校。

## 概要
太平洋戦争後の学制改革の実施から「大井地区にも新制中学校を」という地元の声を受け、1947年4月1日付で設立認可が降り、同年5月3日に品川区立原小学校の敷地内に併設開校された後、1949年6月1日付で現在地に落成した新校舎へと移転する。
校名は当初の校舎建設予定地だった、大井伊藤町（現・西大井5-6丁目）に由来する。結局その地に校舎は建たなかったが、校名としてそのまま残った。伊藤町という地名は晩年を大井の地で過ごし、没後この地へ埋葬された伊藤博文に由来し、学校章も伊藤家の家紋と同じ「上がり藤」となった。また1950年4月10日には伊藤博文公墓所より門柱と門扉の寄贈を受け、それを正門とした。
2006年2月に品川区が進める教育改革「プラン21」にて、同区立原小学校と共に小中一貫校設置指定校となり、「品川区立小中一貫校日野学園」（現・品川区立日野学園）に続く区内2校目の区立小中一貫校の開校が決定。伊藤中学校開校時とは逆に、今度は原小学校が伊藤中学校の敷地に移転する形で、2007年度に小中一貫校の「品川区立小中一貫校伊藤学園」と称することとなった。
2016年4月、学校教育法改正に伴い、品川区立原小学校とともに正式に廃止され、義務教育学校・品川区立伊藤学園が設置された。

## 著名な出身者
- 郷ひろみ
- 真田広之
- 鈴木あきえ
- 奥居香